# Popa
Popa (лат.) — род богомолов из семейства Deroplatyidae (Deroplatyinae).
Встречаются в Афротропике.

## Описание
Крупные и среднего размера богомолы (5—8 см). Род был впервые описан в 1839 году французским энтомологом Жаном Гийомом Одине-Сервиллем (J. G. A.Serville, 1775—1858). Popa имеет полностью макроптерных самцов и мезоптерных самок, в отличие от других Popini, у которых мезоптерные самцы и брахиптерные или микроптерные самки. Род также разделяет синапоморфии Popini: передние тазики увеличены дистально для размещения головы в криптическом положении (по сравнению с не увеличенными передними тазиками); юкстаокулярные выпуклости большие и конические, так что вершина аккуратно прилегает к переднему краю пронотума. Как и у других Popinae в гениталиях вторичные дистальные выступы — срединный sdpm (median secondary distal process) и боковой sdpl (lateral secondary distal process) округлые, — сливаются в дигитиформный вторичный выступ sdp (secondary distal process).
- Popa gracilis Schulthess-Schindler, 1898
- Popa spurca Stal, 1856